# Zborowskie (Ciasna)
Zborowskie (deutsch Sorowski, 1936–1945 Ostenwalde) ist eine Ortschaft in Oberschlesien. Administrativ liegt sie in der Gemeinde Ciasna (Cziasnau) im Powiat Lubliniecki (Landkreis Lublinitz) in der Woiwodschaft Schlesien.

## Geografie

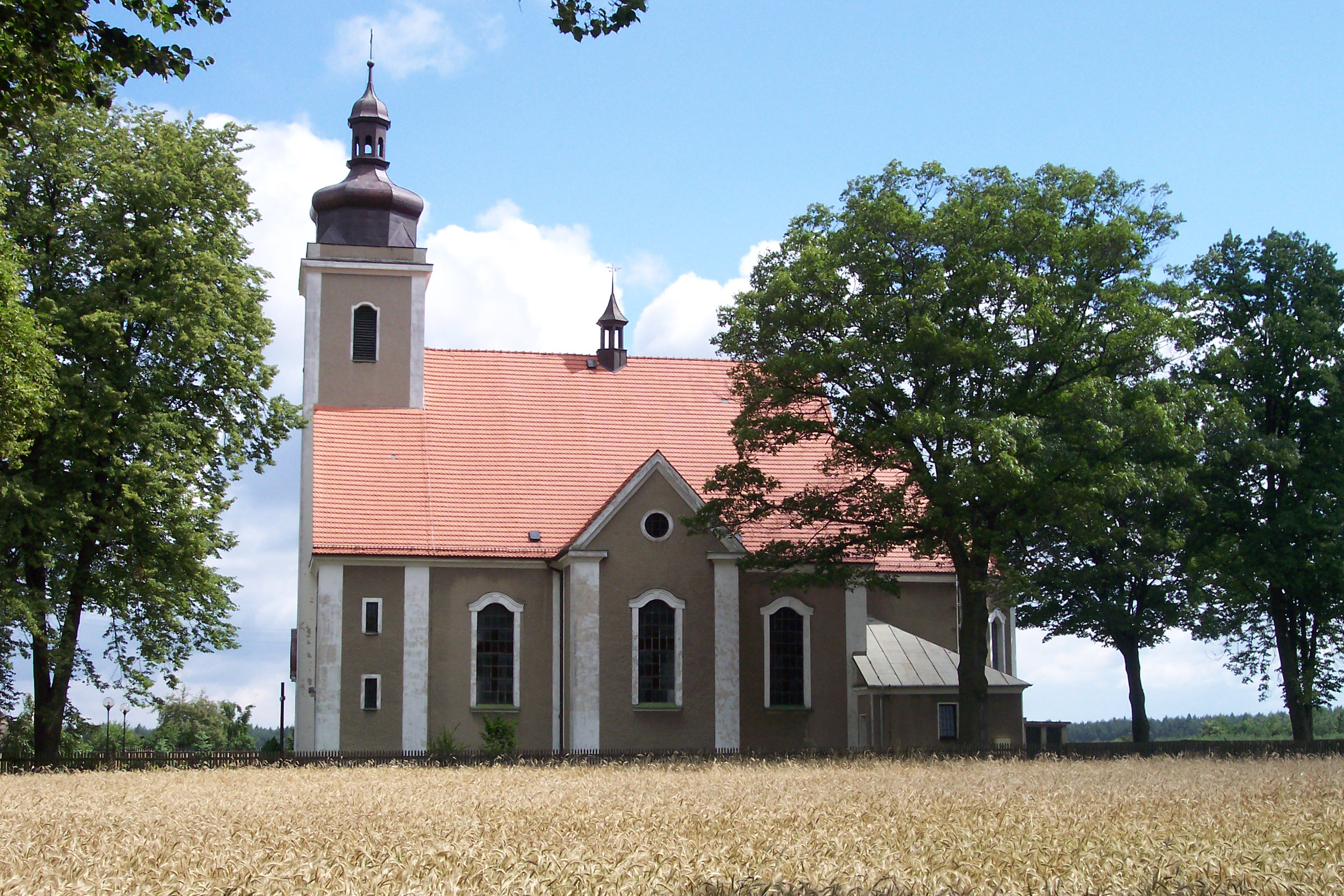
Heilig-Kreuz-Kirche

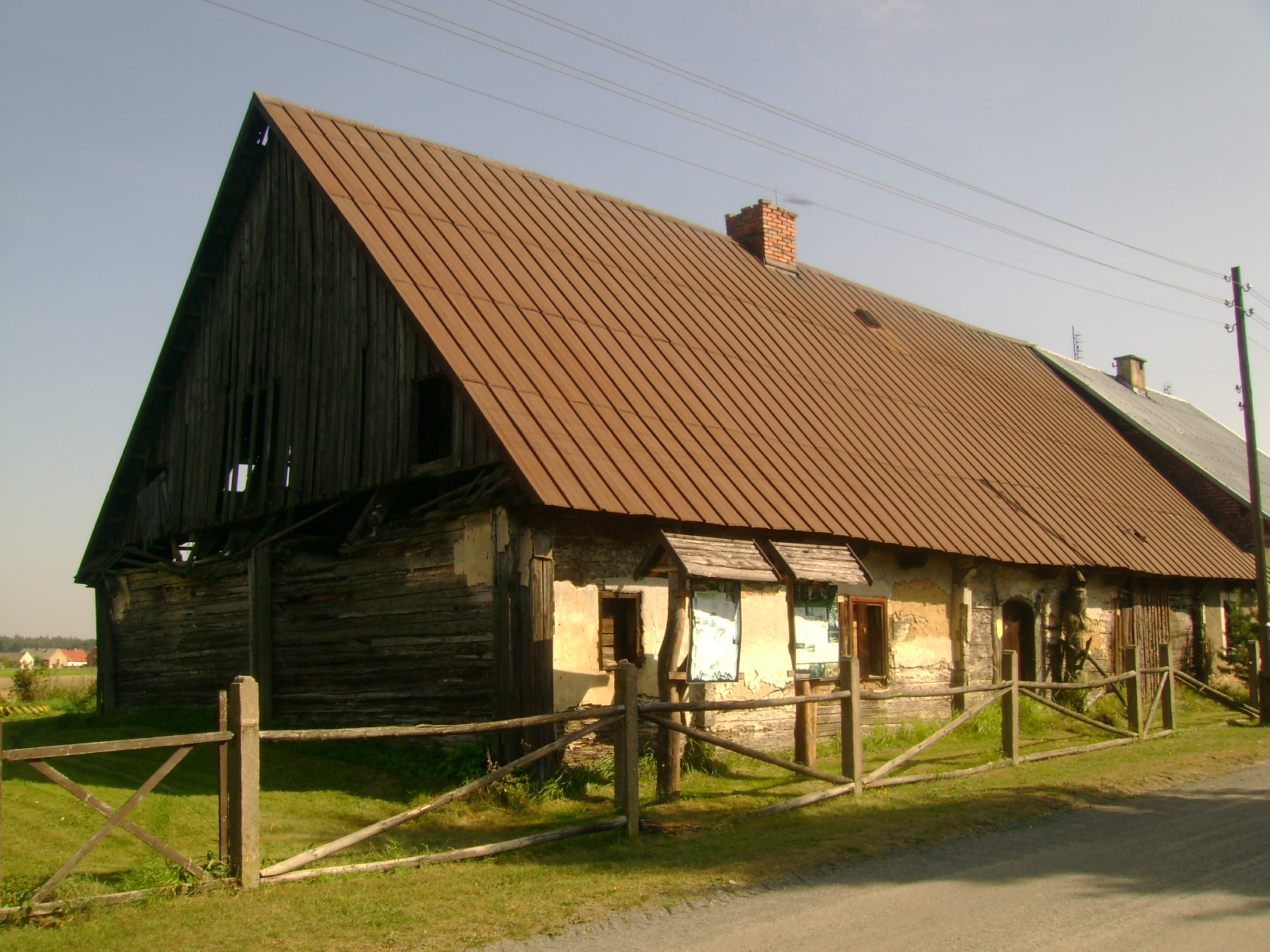
Ehemalige Tabakspfeifenfabrik

Zborowskie liegt vier Kilometer nordöstlich vom Gemeindesitz Ciasna (Cziasnau), 12 Kilometer nördlich von der Kreisstadt Lubliniec (Lublinitz) und 64 Kilometer nördlich von der Woiwodschaftshauptstadt Kattowitz.
Zu Zborowskie gehören die Ortsteile bzw. Weiler Bogdala, Borek, Brzegi, Cisie, Dolna Wieś, Dryndowe, Górna Wieś, Minerwa, Niedźwiedź, Stasiowe (Staschowe) und Zapiece.

## Geschichte
1742 kam der Ort mit dem Großteil Schlesiens an Preußen. 1753 wurde die Tabakspfeifenfabrik gegründet. Der Ort wurde 1783 im Buch Beytrage zur Beschreibung von Schlesien als Zborowsky erwähnt und gehörte einem Herrn von Jeanneret und lag im Kreis Lublinitz (Lublinetz) des Fürstentums Oppeln. Damals hatte er ein Vorwerk, eine Tabakspfeifenfabrik, 31 Bauern, 20 Gärtner, sechs Häusler und 341 Einwohner. Zur Tabakspfeifenfabrik gehörten mehrere Wohnhäuser mit 64 Bewohnern, die abseits errichtet wurden. Diese wurden größtenteils von evangelischen deutschsprachigen Einwohnern bewohnt. 1865 bestand Zborowski aus einem Rittergut und einem Dorf. Der Ort hatte zu diesem Zeitpunkt 105 Possessionen, darunter 22 Bauernhöfe, fünf Halbbauern, 34 Freigärtner und 44 Häuslerstellen. Ein Teil der Einwohner ging in die nahegelegenen Gruben und Hüttenwerken arbeiten. Die Schule hatte zu diesem Zeitpunkt 226 Schüler. Neben dem eigentlichen Dorf gehörten noch die Weiler Zborowski, Erisch, Kierschki, Statek und Schwierz, sowie die Einzelhäuser Kolanus, Kopanina, Sucholonka, Brewkowe, Filla, Jenczowski, Kaczmarzik, Leng, Paris, Pienki und Spiewok. Das Rittergut gehörte der Aktiengesellschaft Minerva und hatte einen Hochofen, zwei Frischfeuer, eine Ziegelei, Erz- und Tonförderungen, sowie 33 Wohnhäuser, darunter sieben Beamtenwohnhäuser, ein Kretscham (Gaststätte) und 25 Arbeiterwohnungen. Zum Rittergut gehörten die Vorwerke Brzezinken, Gaschinka und Neuhof.
Bei der Volksabstimmung in Oberschlesien am 20. März 1921 stimmten im Ort 314 Wahlberechtigte für einen Verbleib Oberschlesiens bei Deutschland und 282 für eine Zugehörigkeit zu Polen. Auf Gut Sorowski stimmten 14 für Deutschland und 33 für Polen Sorowski verblieb nach der Teilung Oberschlesiens beim Deutschen Reich. 1936 wurde der Ort im Zuge einer Welle von Ortsumbenennungen der NS-Zeit in Ostenwalde umbenannt. Bis 1945 befand sich der Ort im Landkreis Loben (zwischenzeitlich im Landkreis Guttentag).
1945 kam der bis dahin deutsche Ort unter polnische Verwaltung und wurde anschließend der Woiwodschaft Schlesien angeschlossen und ins polnische Zborowskie umbenannt. 1950 kam der Ort zur Woiwodschaft Kattowitz. 1975 kam der Ort zur neugegründeten Woiwodschaft Tschenstochau. 1999 kam der Ort zum wiedergegründeten Powiat Lubliniecki und zur neuen Woiwodschaft Schlesien.

## Bauwerke und Sehenswürdigkeiten
- Die römisch-katholische Heilig-Kreuz-Kirche wurde von 1922 bis 1923 im neobarocken Stil erbaut.
- Das hölzerne Gebäude der früheren Tabakspfeifenfabrik hat sich bis heute erhalten.[4]